# Bandeira da Udmúrtia
A Bandeira da República da Udmúrtia é um dos símbolos oficiais da República da Udmúrtia, uma subdivisão da Federação Russa. O desenho da bandeira foi feito pelo udmurte Y. Lobanov, sendo então adotada em 3 de dezembro de 1993. A legislação que rege os símbolos da Udmúrtia é a lei N26-РЗ "Sobre a Bandeira Nacional da República Udmurt" de 30 de abril de 2002.

## Descrição
Seu desenho consiste em um retângulo com proporção largura-comprimento de 1:2 dividido em três faixas verticais na mesma largura nas cores preta, à esquerda, branca, central, e vermelha, à direita, com uma cruz/estrela de oito pontas no centro da faixa branca.
A cruz não se sobrepõe às faixas preta e vermelha, e seu tamanho é de tal ordem que se encaixa dentro de um quadrado cujo lado é igual a 5/6 da largura de uma das faixas verticais do pavilhão. A largura das verticais e horizontais cruzadas do sinal solar é igual a um terço do lado deste quadrado imaginário. Cada ramo termina com dois dentes simétricos, as faces internas das quais formam um ângulo 90 graus, em um vértice para o centro do sinal em 1/2 da largura do braço.

## Simbologia
O preto é o símbolo da terra e da estabilidade, o branco o universo e a pureza dos fundamentos morais, o vermelho representa o sol e a vida. A cruz/estrela é um símbolo Obereg (em russo, знак-оберег) é um símbolo solar que, de acordo com folclore local, protege o homem contra o mau augúrio.